# Тесло

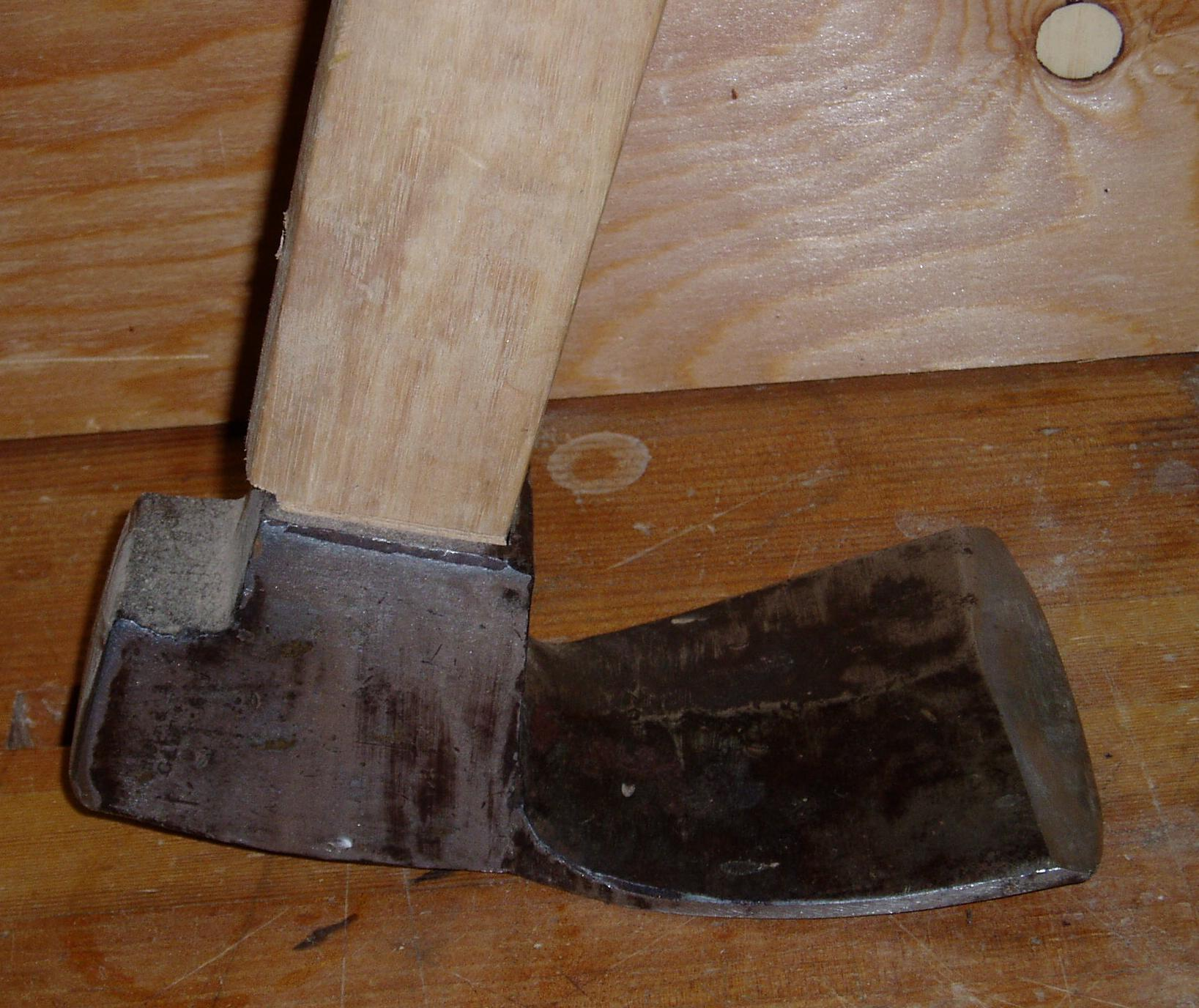
Тесло

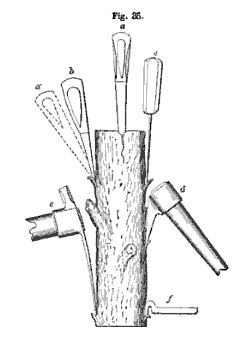
Рисунок XIX века

Тесло́, Тесла́, Тесни́к, Шля́хта (англ. adze; фр. herminette; нем. Dechsel, Querbeil) — плотницкий инструмент (плотничье орудие), род топора с поперечным лезвием (как у мотыги).
Иногда тесло имеет выпуклое лезвие и желобчатую форму, например Тесло бочарное, маленькое и желобчатое. Применяется в кораблестроении, а также для выдалбливания различных изделий из дерева (например, корыт, лодок и другие) и вырубки пазов. Некоторые народы предпочитают обычным топорам инструменты именно такой формы. Со времени бронзового века существуют и комбинированные орудия — тёсла-топоры (англ. adze-axe).

## История и применение
В каменной индустрии теслом называют рубящие орудия (и шлифованные, и только оббитые), имеющие несимметричное (скошенное) в профиль лезвие. Что может указывать на возможное в прошлом его закрепление перпендикулярно рукоятке. Это подтверждается этнографическими примерами. Хотя топоры также могут иметь несимметричные лезвия, что наглядно показано на приведённом рисунке справа, правда, уже XIX века. По-видимому, многие тесловидные орудия использовались для земледельческих работ как мотыги (англ. hoe, mattock, нем. Hacke) или заступы (англ. spade). Тесла не всегда были закреплены в рукоятке. Их также использовали наподобие зубил.
Каменные тесла широко применялись и для вырубки и обработки камня, не самых прочных видов, применяя их без рукоятки или в виде кирки. Это объясняется тем, что большинство видов камня имеет прочность на сжатие намного (примерно в 10 раз) больше, чем на разрыв. Работа теслом по камню идет как раз на отрыв его кусков от поверхности, таким образом, резко увеличивается производительность труда.  Бронзовые (изначально — медные), а затем и железные тёсла также широко использовались камнетёсами древности. Французский медиевист Ж. Ле Гофф отмечая «что среди железных орудий преобладали инструменты небольших размеров и малой эффективности», писал в своей книге «Цивилизация средневекового Запада»:
Главным же орудием не только столяра или плотника, но даже средневекового дровосека было тесло—очень старый, простой инструмент типа кирки, орудие великих средневековых расчисток, которые были нацелены скорее на молодые поросли и кустарники, чем на строевой лес, перед которым средневековый инвентарь оставался чаще всего бессильным.
Единственный народ, который постоянно применял тесло («токи») как оружие — это новозеландские маори.
Дексель или подтёска — орудие, применяемое в железнодорожном деле для тёски шпал.

## Галерея

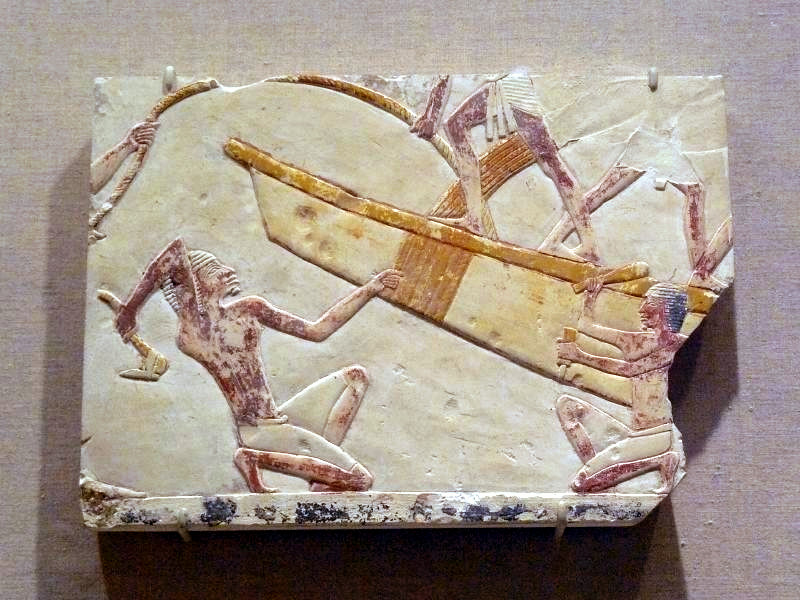
Древнеегипетская сцена изготовления лодки с изображением плотника с теслом. Ок. 664—634 год до н. э. Бруклинский музей
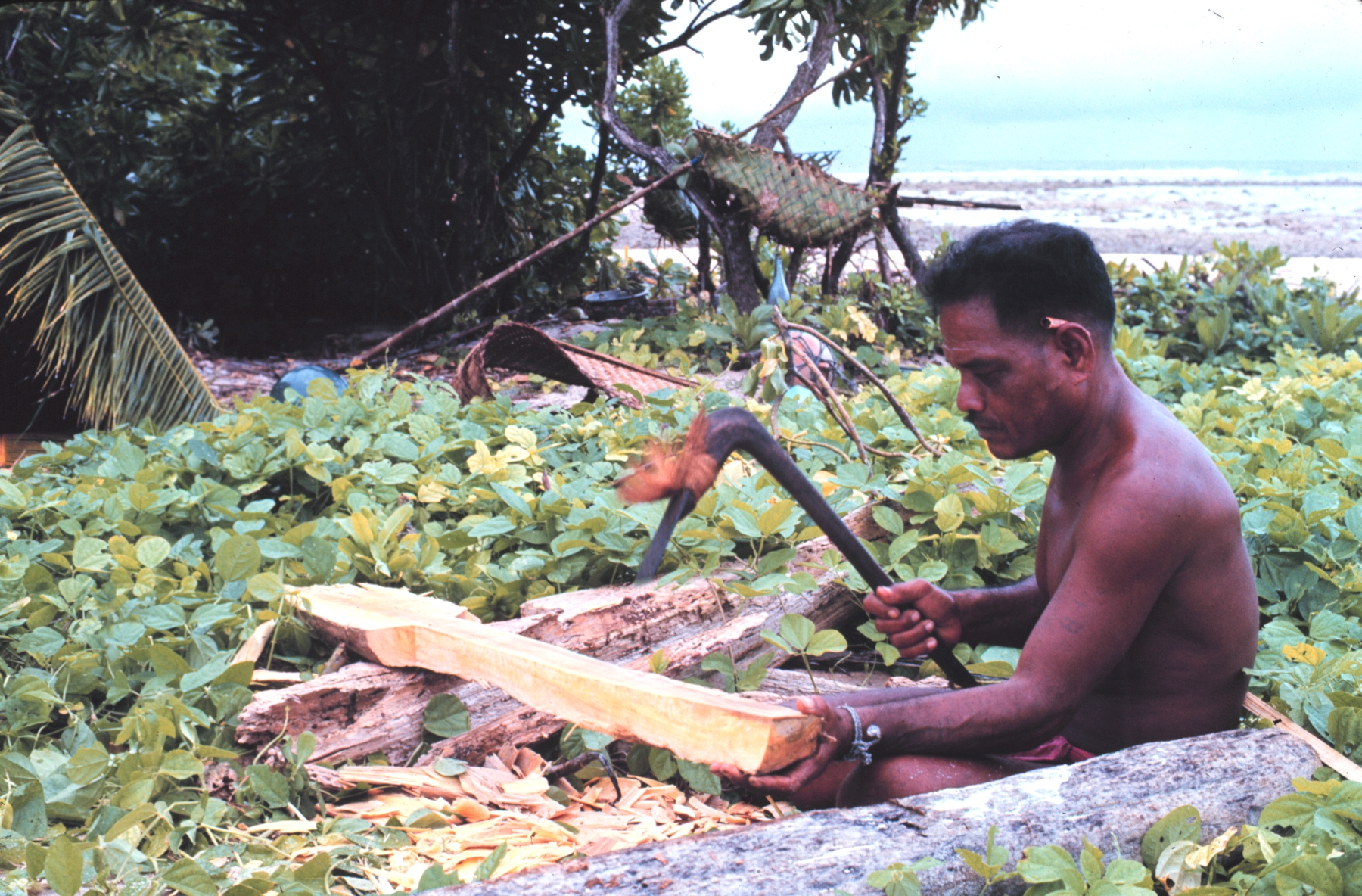
Микронезиец с острова Тоба изготавливает весло при помощи тесла
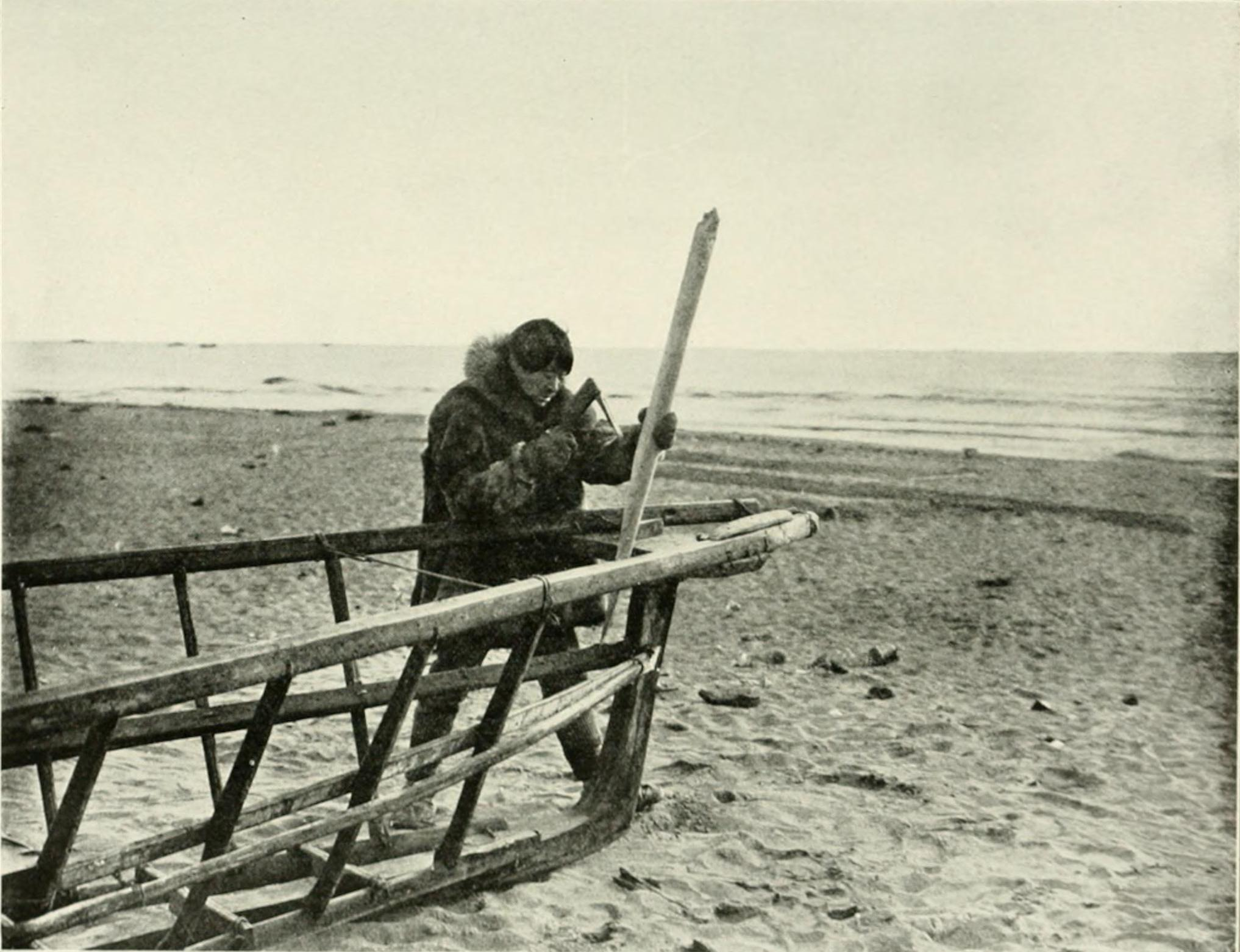
Коренной житель Аляски строит лодку с помощью тесла. Около 1900 года
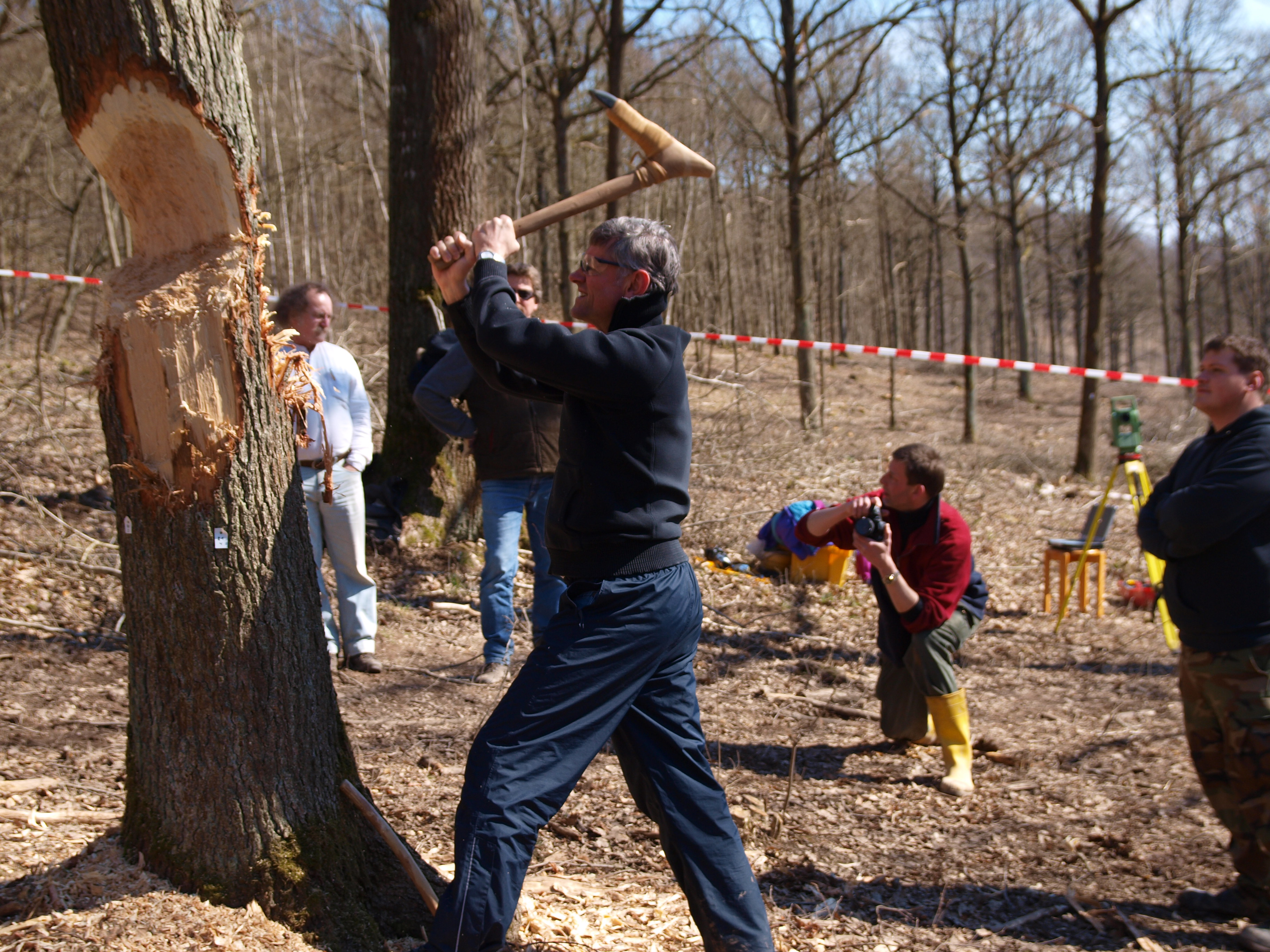
Экспериментальная рубка дерева каменным теслом
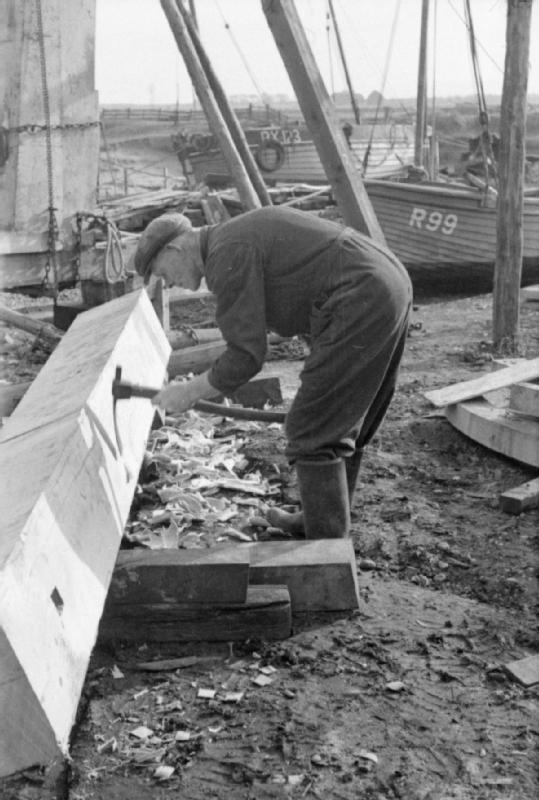
Рубка теслом, 1944 год.
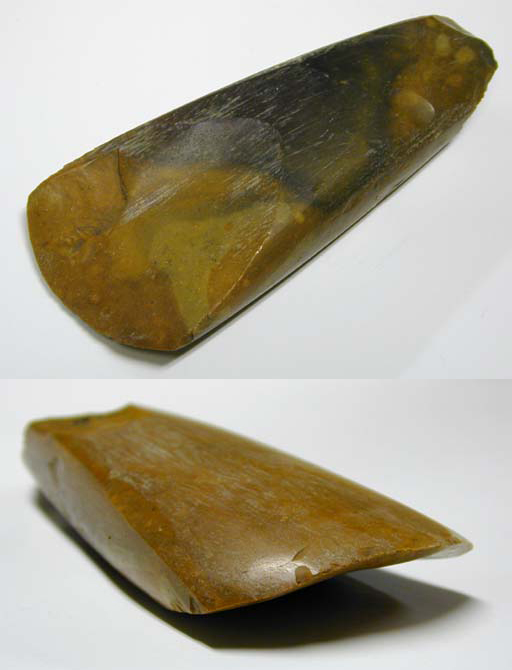
Каменное шлифованное тесло из Швеции